# François de Montera
François de Montera est un homme politique français né le 27 mai 1823 à Bastia (Haute-Corse) et décédé le 8 février 1908 à Bastia.
Avocat, puis magistrat sous le Second Empire, il redevient avocat en 1870. Il est député de la Corse de 1885 à 1886; élu comme bonapartiste. L'élection ayant été invalidée, il est battu lors de l'élection partielle qui suivit.

## Sources
- « François de Montera », dans Adolphe Robert et Gaston Cougny, Dictionnaire des parlementaires français, Edgar Bourloton, 1889-1891 [détail de l’édition]
- « François de Montera », dans le Dictionnaire des parlementaires français (1889-1940), sous la direction de Jean Jolly, PUF, 1960 [détail de l’édition]